# Yakuapana
La yakuapana, también conocida como nivel andino o nivel tipo A es una herramienta topográfica incaica. Fue usada para trazar curvas de nivel en la construcción de canales hidráulicos, andenes y terrazas.

## Forma
Consiste en una figura en forma de A compuesta por un triángulo equilátero que prolonga dos de sus lados por la misma longitud que una de las caras del triángulo. En el vértice superior de la yakuapana se sitúa una plomada con una longitud mayor a la de la altura del triángulo. La mitad del lado inferior del triángulo equilátero está señalado por una marca visible que indica el lugar por el que debería pasar la cuerda de la plomada.

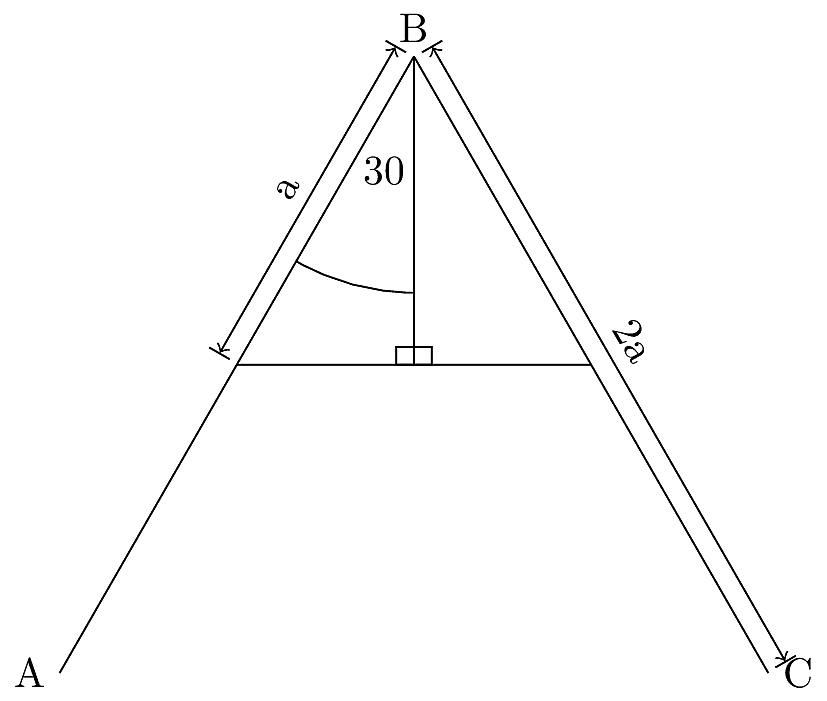
Dimensiones geométricas de la yakuapana

## Uso
El trazado de curvas de nivel por medio de una yakuapana se lleva a cabo de acuerdo a los siguientes pasos:
1. Se sitúan los extremos de la yakuapana en dos puntos de un terreno.
2. Se observa la desviación de la cuerda de la plomada en relación con la marca que señala el centro del lado inferior del triángulo equilátero y se ajusta uno de los extremos de la yakuapana hasta centrar la plomada.
3. Se sitúa un extremo de la yakuapana en el punto marcado en el paso 2 y se vuelve a comenzar.